# CRD IV
Capital Requirements Directive IV (CRD IV) – dyrektywa Parlamentu Europejskiego i Rady 2013/36/UE z dnia 26 czerwca 2013 r. w sprawie warunków dopuszczenia instytucji kredytowych do działalności oraz nadzoru ostrożnościowego nad instytucjami kredytowymi i firmami inwestycyjnymi. 
W dyrektywie CRD IV uregulowane zostały kwestie związane m.in. z: tworzeniem banków, buforami kapitałowymi, nadzorem, zarządzaniem i ładem korporacyjnym banków oraz firm inwestycyjnych.
Dyrektywa jest częścią tzw. pakietu CRD IV / CRR, w którego skład wchodzi dodatkowo Rozporządzenie Parlamentu Europejskiego i Rady (UE) nr 575/2013 z dnia 26 czerwca 2013 r. w sprawie wymogów ostrożnościowych dla instytucji kredytowych i firm inwestycyjnych (CRR).
W dniu 1 stycznia 2014 r. pakiet CRD IV / CRR w całości zastąpił dotychczas obowiązujące w Unii Europejskiej przepisy w tej materii: dyrektywę 2006/48/WE Parlamentu Europejskiego i Rady z dnia 14 czerwca 2006 r. w sprawie podejmowania i prowadzenia działalności przez instytucje kredytowe oraz dyrektywę 2006/49/WE Parlamentu Europejskiego i Rady z dnia 14 czerwca 2006 r. w sprawie adekwatności kapitałowej firm inwestycyjnych i instytucji kredytowych.
Celem nowych regulacji jest wzmocnienie sektora bankowego i firm inwestycyjnych, aby stworzyć bezpieczniejszy i bardziej przejrzysty system finansowy państw członkowskich.